# ای‌ام‌سی نتورکس اینترنشنال
ای‌ام‌سی نتورکس اینترنشنال (انگلیسی: AMC Networks International) شرکت سرگرمی آمریکایی است، که در سال ۱۹۹۱ توسط شرکت شبکه‌های ای‌ام‌سی تأسیس شد.